# VaniBest
「VaniBest」（バニベスト）は、バニラビーンズのベストアルバム。

## 収録曲
太文字は新曲含む初CD化曲、またはバージョン。
1. KIDS
MGMTのカバー曲。
2. 100万回のSMK
3. D＆D
4. 東京は夜の七時
ピチカート・ファイヴのカバー曲。
5. LOVE＆HATE
6. 恋のセオリー
7. サカサカサーカス
8. ニコラ
9. a little crying （レナ&リサVer.）
10. U ♡ Me （レナ&リサVer.）
11. ガムラスタン （ALL WE WANT TO DO IS ROCK）
ボーナストラック
12. 百人一首 君がため ver.
13. 百人一首 今来むと ver.
14. 百人一首 ひさかたの ver.
15. 百人一首 有明の ver.